# Calocarcelia orellana
Calocarcelia orellana är en tvåvingeart som beskrevs av Townsend 1929. Calocarcelia orellana ingår i släktet Calocarcelia och familjen parasitflugor. Inga underarter finns listade.